# Пограничные сторожевые корабли проекта 1249
Пограничные сторожевые корабли проекта 1249 — серия советских речных малых артиллерийских сторожевых кораблей морских частей пограничных войск СССР и береговой охраны пограничной службы ФСБ Российской федерации.

## История
В соответствии с приказом Министерства судостроительной промышленности «О плане проектирования и программе строительства кораблей и судов для КГБ при СМ СССР на 1976—1980 годы» в 1976 году Западное проектно-конструкторское бюро (ПКБ) разработало проект корабля управления для морских пограничных частей СССР проекта1249 для усиления взаимодействия между кораблями и береговыми частями а также для связи с Главным управлением пограничных войск.
Бюро не имело опыта работы с речными кораблями. Зарубежных аналогов таких речных артиллерийских кораблей не было. Учитывая ограниченное время проектирования, проектировали, опираясь на проект 1208 и в целом на советский опыт проектирования речных артиллерийских кораблей и катеров.
Строил корабли управления проекта 1249 Хабаровский судостроительный завод. За 5 лет со времени сдачи в строй пограничных частей головного корабля (1979 год) по этому проекту для штабных и управленческих функций построено 8 кораблей в корпусе проекта 1248. На них кораблях вооружения было меньше, чем на кораблях проекта 1248 — только ПЗРК, 30 мм автомат и 30 мм гранатомет. Основное их оснащение — средства связи.
Документацию для этих кораблей также разрабатывало Зеленодольское проектно-конструкторское бюро.
Головной корабль проекта 1249 сдан флоту в 1979 году.

## Характеристики

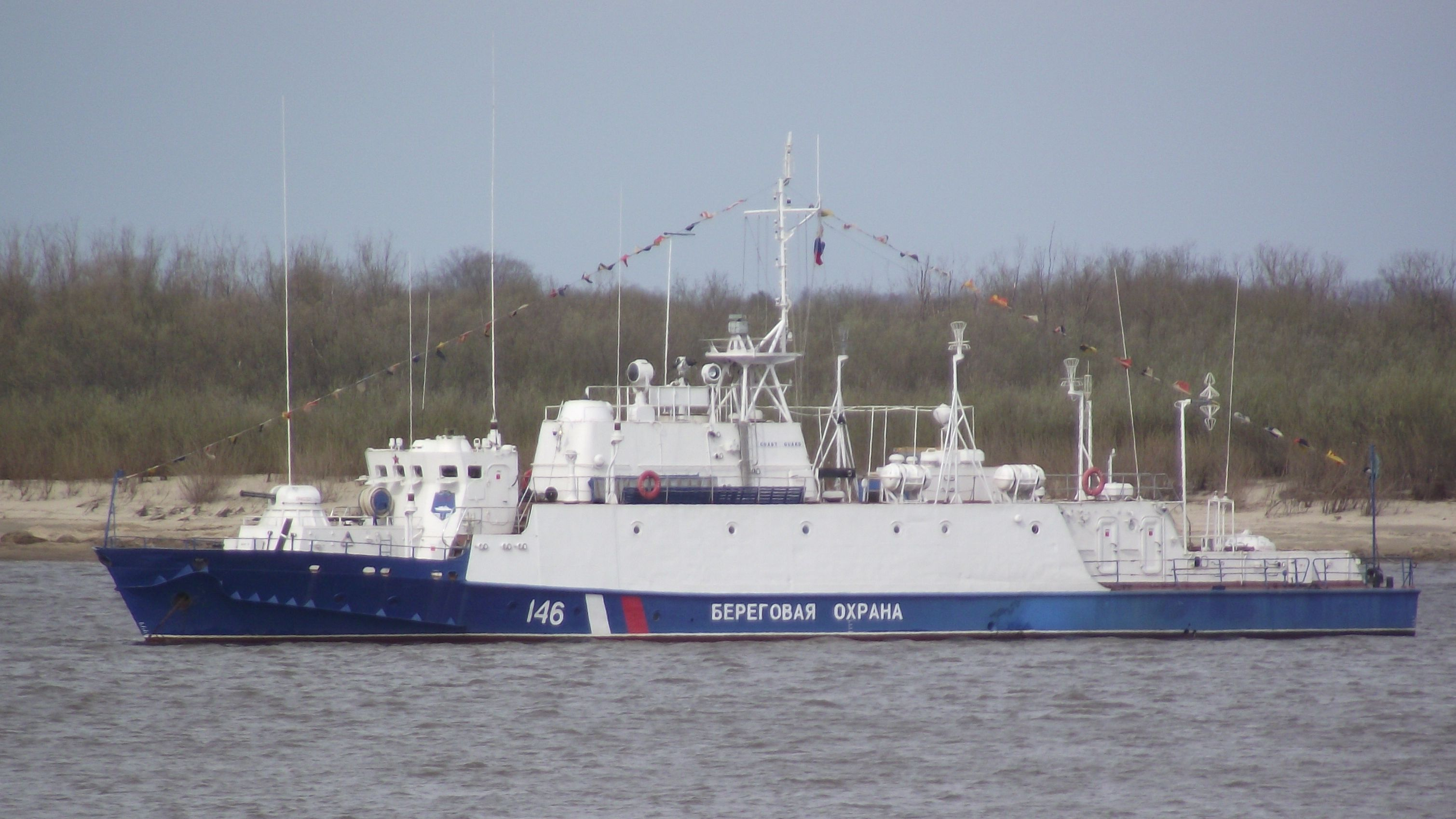
ПСКР-54 проекта 1249. 2011 год

Водоизмещение, т : стандартное — 216,0; полное — 225,2;
Длина: 42,94 м;
Ширина: 6,10 м;
Осадка: 1,30 м;
Силовая установка: 3 х 1100 л. с., дизели М-401Б (12ЧСН 18/20), 1 дизель-генератор 75 кВт;
Скорость полного хода: 17,4 узла;
Дальность плавания: 500 миль при скорости 10 узлов (12 т ДТ);
Автономность: 7 суток;
Вооружение: 1 х 6 — 30 мм АК-306 (А-219), 1 х 1 — 30 мм гранатомёт АГ-17М «Пламя», ПЗРК Пусковая установка ПЗРК Стрела-2М (8 ЗУР);
Радиолокационное вооружение: Навигационная РЛС «Миус»;
Экипаж: 28 человек (2 офицера) + 12 человек штаб.

## Корабли
Наименование Вступление в строй
ПСКР-52 — 1979, списан в 2021 

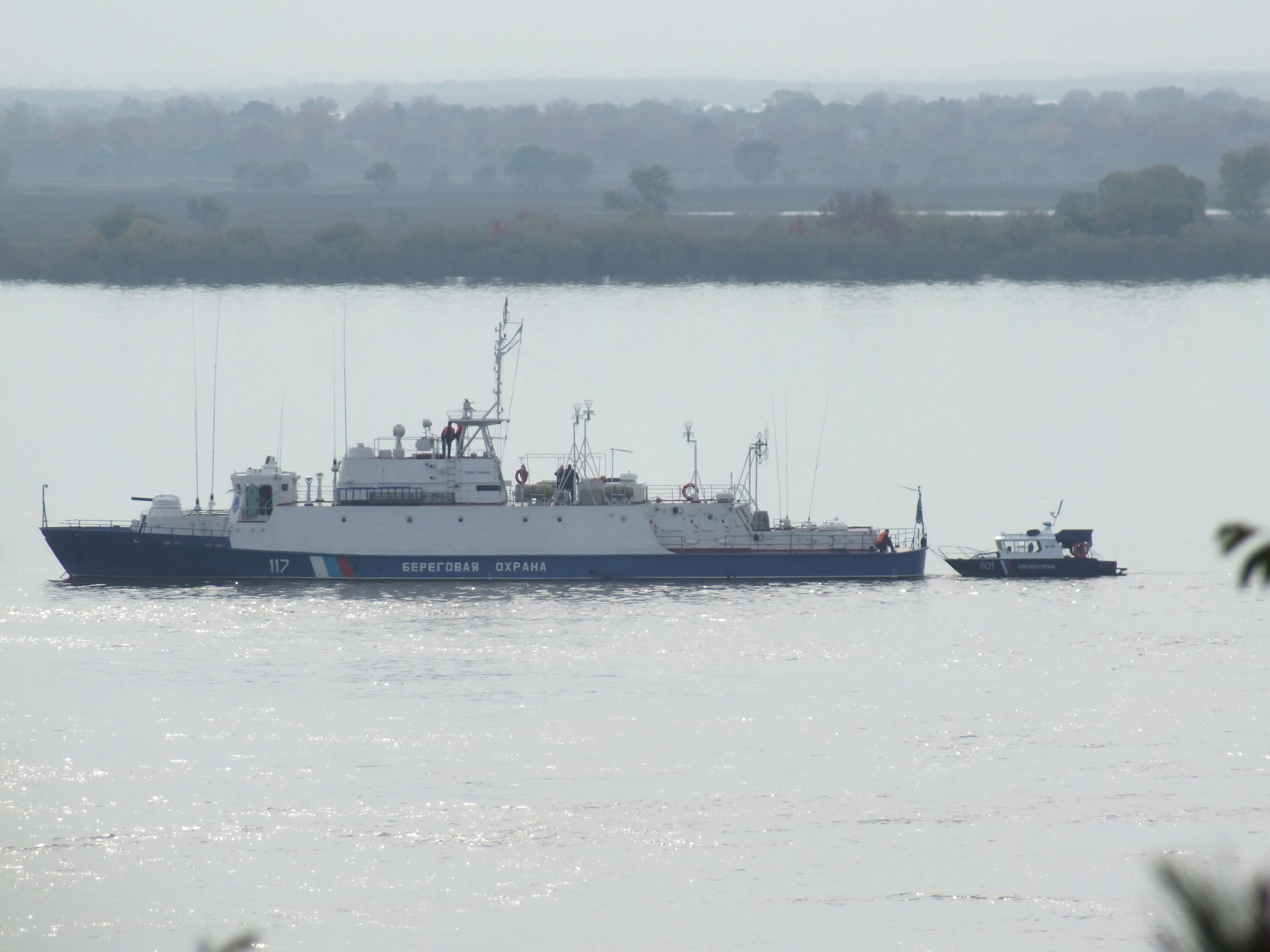
ПСКР-52 проекта 1249. 2013 год

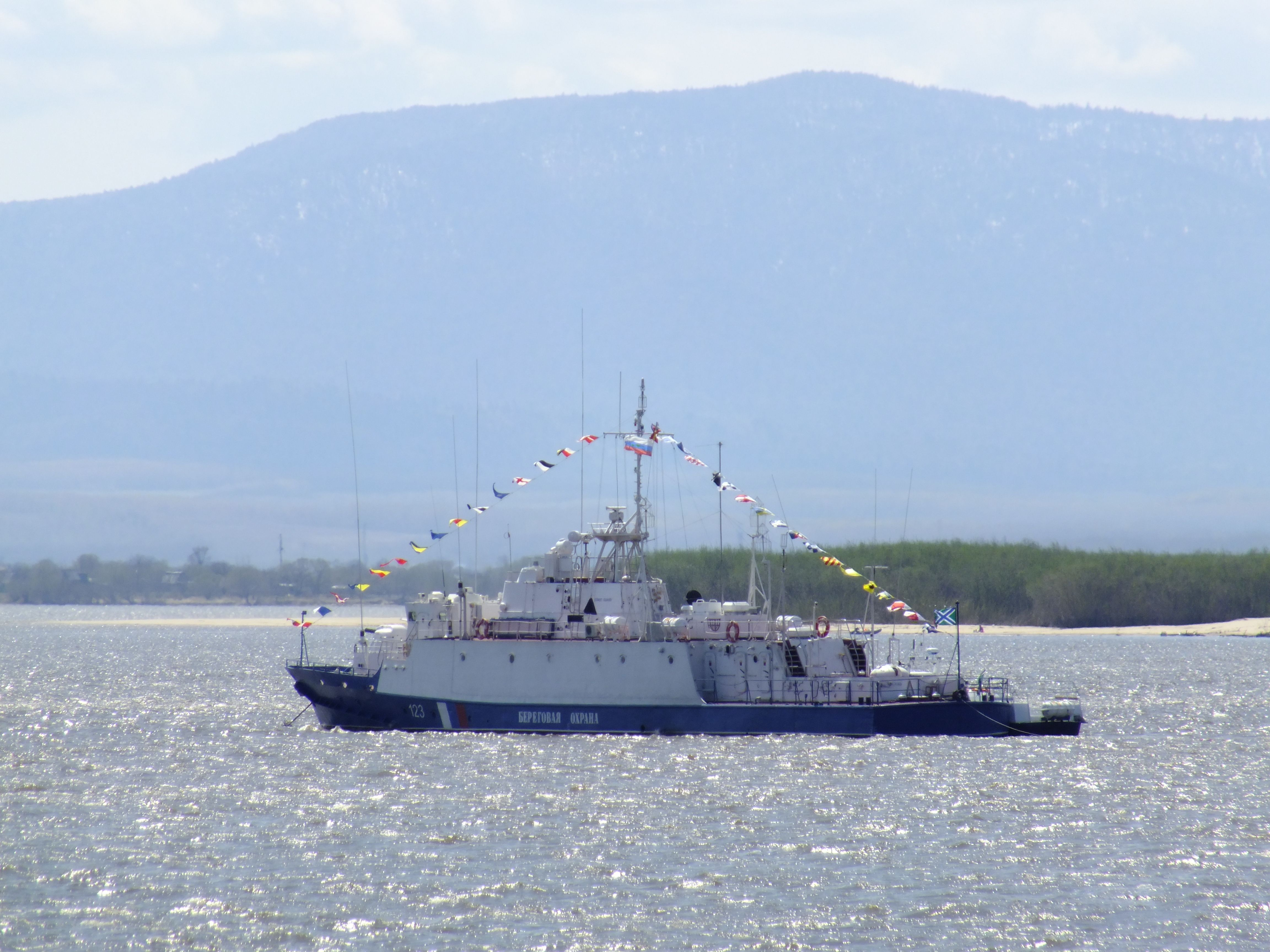
ПСКР-58 проекта 1249. 2015 год

ПСКР-53 — 1980, с 01.2003 — 80 лет КДВРУ (Краснознаменному Дальневосточному региональному управлению)
ПСКР-54 — 1981
ПСКР-55 — 1981
ПСКР-56 — 1982, с 2.08.1996 — Казак уссурийский
ПСКР-57 — 1983
ПСКР-58 — 1983
ПСКР-59 — 1984
Всё по

## Модернизации
На одном в 2013 году установлена НРЛС МР-415 «Поиск». На одном установлена НРЛС «Лиман».

## Бортовые номера
ПСКР-52: 063, 117(2000)
ПСКР-53: 087(1984), 065(2000)
ПСКР-54: 087(1981), 056?(1986), 139(1989), 146(2000)
ПСКР-55: 082, 013(2000)
ПСКР-56: 093(1994)
ПСКР-57: 058(1997)
ПСКР-58: 123(2000)
ПСКР-59: 186, 189(2000)
Всё по